# 尼奧焦爾島

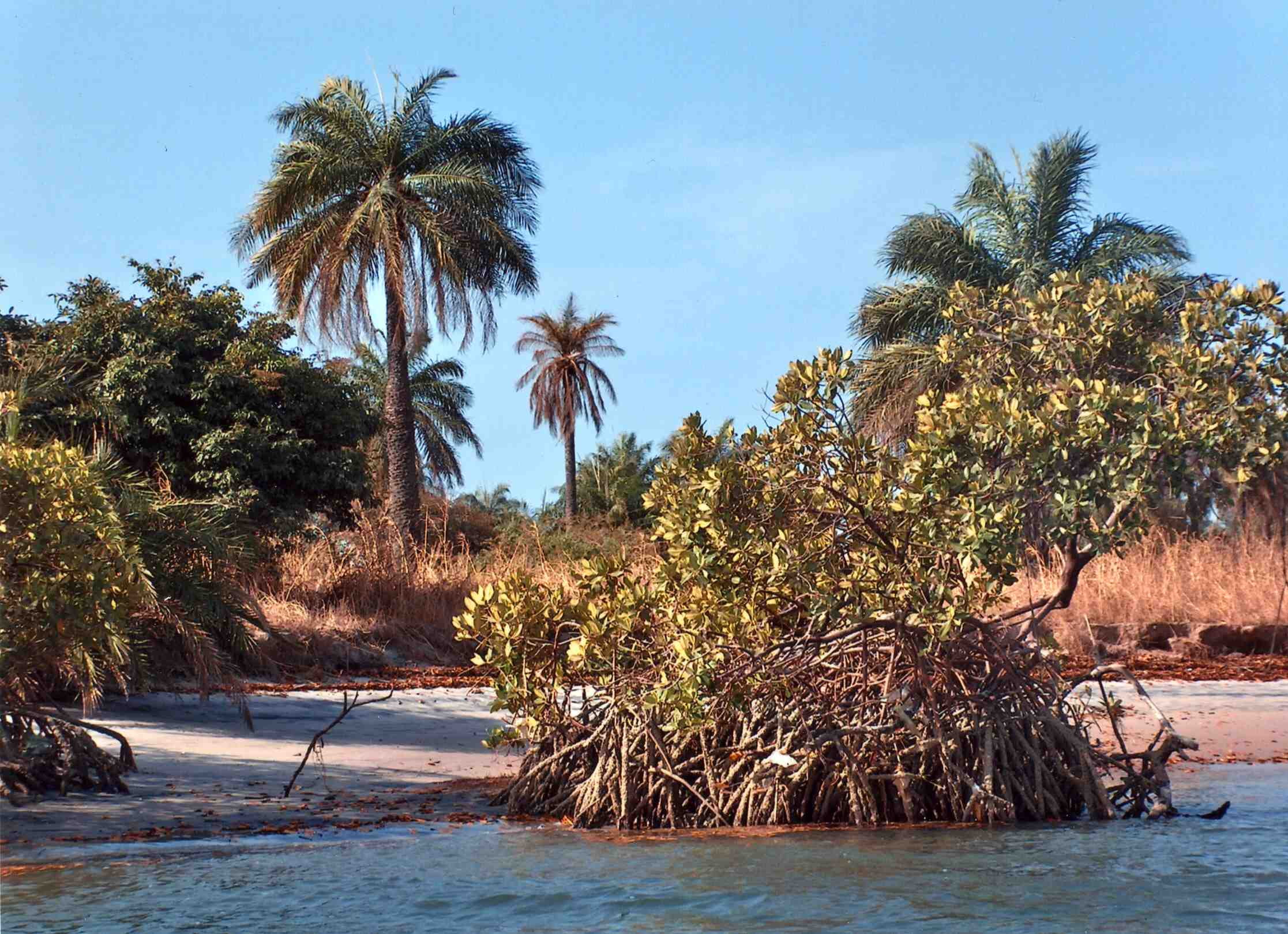

尼奧焦爾島是塞內加爾的島嶼，位於大西洋海域，由法蒂克區負責管轄，長14.9公里、寬6.6公里，面積80平方公里，島上缺乏醫療設施，人口約16,000。